# Greg Vanney
Greg Vanney (ur. 11 czerwca 1974 r. w South Boston w Wirginii) – amerykański piłkarz, obecnie trener piłkarski. Występował na pozycji obrońcy.

## Kariera
Zaczynał karierę w klubie z Uniwersytetu w Kalifornii w Los Angeles gdzie po meczach juniorskich został zauważony przez miejscową drużynę Los Angeles Galaxy w 1996.
W tym samym roku trener reprezentacji Steve Sampson powołał go do reprezentacji i 21 grudnia 1996 roku zadebiutował w meczu z Gwatemalą.
Na Mistrzostwa Świata w Piłce Nożnej 2002 znalazł się w kadrze, lecz w wyniku kontuzji na mundial nie pojechał.
W międzyczasie przeniósł się do Bastii i znowu z powodu kontuzji nie zagrał zbyt wielu meczów. 
W 2005 za darmo został zakupiony przez FC Dallas. Dwa lata później klub zmienił na Colorado Rapids, a po sezonie przeniósł się do D.C. United. Karierę zakończył w swoim pierwszym profesjonalnym klubie Los Angeles Galaxy.